# Едвард Бліт
Едвард Бліт (англ. Edward Blyth, 23 грудня 1810 — 27 грудня 1873) — англійський зоолог, орнітолог та хімік. Відомий як один із засновників індійської зоології.
Бліт народився в Лондоні 1810 року. 1841 року він їде до Індії, де стає куратором музею Королівського азійського товариства Бенгалу (англ. Royal Asiatic Society of Bengal). Він почав оновлення каталогів Музею, видавши 1849 року «Каталог птахів Азійського товариства» (англ. Catalogue of the Birds of the Asiatic Society).

## Таксони, присвячені вченому
- Tragopan blythii
- Onychognathus blythii
- Limnonectes blythii